# Músculo estilo-hióideo
O músculo estilo-hioideo é um músculo do pescoço.
Ele tem origem no processo estiloide do osso temporal e se insere no corpo do osso hioide.